# معركة ديجون

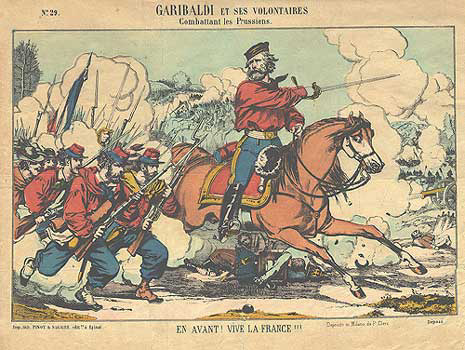

معركة ديجون خيضت في سياق الحرب الفرنسية البروسية وفيها تقاتلت القوات الجمهورية الفرنسية الثالثة وقوات مملكة بروسيا من أجل السيطرة على مدينة ديجون.

## الخاتمة
بدأت الحكومة المؤقتة محادثات من أجل الهدنة التي تم التوقيع عليها في 28 يناير. استثنت منها جبهة الفوج من المتوقع أن تمكن البروسيون على مواصلة القتال ضد الرجال من غاريبالدي والوصول إلى القاء القبض على وطني الإيطالية. انتقل هاجمت في 31 يناير، في الليل، في أفضل ترتيب يمكن أن تتحقق، والجيش في المناطق المحمية بموجب مرسوم من انتهاء العمليات العدائية.
احتلت ديجون من قبل الألمان، أصبحت الإمبراطورية في الفترة من 18 يناير عام 1871، لنحو ثمانية أشهر وحصل على وسام جوقة الشرف لمقاومة له 30 أكتوبر 1870، وفقط بعد ثلاثين عاما، في عام 1899. أجريت الانتخابات للحكومة جمهوري جديد من شأنه أن التصديق على أحكام معاهدة السلام، في 8 فبراير وعقدت الجمعية الوطنية الفرنسية في بوردو. بين المنتخبين كانت هناك اللامع فيكتور هوغو، جورج كليمانصو، وكذلك جوزيبي غاريبالدي، الذي رفض مع ذلك الواجب.